# Sionsharpan (1993)
Sionsharpan 1993 är den upplaga av Sionsharpan som tillkom som komplement till finlandssvenska psalmboken 1986. En kommitté tillsattes redan 1979 på initiativ av Svenska lutherska evangeliföreningen i Finlands musikledare Göran Stenlund, som också kom att fungera som sekreterare, och med Håkan Bäck som ordförande. Fyra provhäften gavs ut i ett slags remissförfarande under åren 1987–1992 innan den slutgiltiga versionen trycktes. Alla sångerna i sångboken är försedda med ackordsanalys och i slutet av boken finns fylliga register, förutom över själva sångverserna (samt författare, kompositörer och dylikt) också över de bibelställen och teologiska begrepp som sångerna tar upp.
Sånger i Sionsharpan 1993:

## Kyrkoåret

### Advent
1 Se, han kommer, hosianna
2 Hosianna! Sången klingar
3 Hosianna, Gud i höjden
4 Han kommer - vad tröst i de orden
5 Sions dotter, lyft din panna
6 Välkommen till fattiga hjärtan

### Jul
7 Fröjdas, vart sinne
8 En pojkskara väcktes en gång
9 När juldagsmorgon glimmar
10 Ett barn i dag är oss givet
11 Du strålande Betlehemsstjärna
12 Ett himmelskt ljus i natten
13 Julen nu åter är inne
14 Julen nu inne är
15 Nu allt är väl
16 Lilla Jesusbarnet i en krubba låg
17 Han kom till oss, ett litet barn
18 Nu glädjens timme inne är
19 Jag är så glad var julekväll
20 Åter strålar julens stjärna
21 O underbara hemlighet
22 Änglarna hördes vid Betlehem sjunga

### Nyår
23 När den arma jordens tid förgår
24 I ditt dyra namn vi vågar
25 De flyr, våra år
26 Jag vet inte vad som skall möta
27 Låt mig börja med dig, min Jesus
28 Fåfängt söker jag uti mitt hjärta
29 Se, Kristus är densamme
30 O Jesus, i ditt dyra namn
31 Låt ditt ansikte oss lysa
32 Tack, gode Gud, i Jesu namn

### Kristi lidande och död
33 Försonare, som färgar röd
34 Böjd under korset
35 Den stunden i Getsemane
36 Det är fullkomnat! Profeters längtan
37 Han gick den svåra vägen
38 Himlarnas kung, varför blir du här slagen
39 Jag står och ser en sårmärkt hand
40 Pris vare dig, o Jesus god
41 O Herre Jesus, öppna du mitt öga
42 Min blodige konung och sargade man
43 På långfredagen
44 Till Golgatakorset jag lyfter mitt öga
45 Älskande Jesus, lär mig att vörda
46 Törnekrönte brudgum god

### Påsk
47 Brist ut i jubel, du Adams släkt
48 Ett fröjdebudskap kring världen går
49 Han är uppstånden, fröjdas min själ
50 Han är uppstånden, Frälsaren
51 Han är uppstånden, halleluja
52 Jesus lever, Jesus lever
53 Kristus lever, underbara ord
54 Uppstånden är Kristus
55 På påskdagens morgon i gryningens ljus
56 Jesus lever, lever idag

### Kristi himmelsfärd
57 Efter slutat värv på jorden
58 Nu Jesus porten öppnat har

### Pingst
59 Du vid din bortgång, Herre vår
60 Kom, du helige Ande, min tröstare god
61 När mitt hjärta grämer sig
62 O Guds Ande, nu jag beder
63 Min vän är min och jag är hans
64 O helge Ande, sanne Gud
65 Tack, Herre Jesus, att Anden du sänder
66 O Jesus Krist, vår Frälsare
67 O helge Ande, var oss nära